# Амон Ріттер фон Ґреґуріх
Амон Ріттер фон Ґреґуріх (угор. Amon Ritter von Gregurich; 26 травня 1867, Гітцинг — 28 червня 1915, Мункач) — угорський фехтувальник. Змагався в індивідуальних змаганнях на шаблях на літніх Олімпійських іграх 1900 року. Він був учнем відомого реформатора фехтування Луїджі Барбасетті та загинув у бою під час Першої світової війни.